# Джонсон, Джоанна
Джоанна Джонсон (англ. Joanna Johnson; род. 31 декабря 1961, Финикс) — американская актриса мыльных опер, телевизионный сценарист и продюсер. Как актриса, Джонсон известна благодаря своим ролям Кэролайн Спенсер Форрестер (1987—1990, 2001) и её злобной сестры-близнеца Карен Спенсер (1991—1994, 2009, 2011, 2012−2013) в дневной мыльной опере CBS «Дерзкие и красивые».
Хотя Джонсон и провела большую часть карьеры в качестве актрисы мыльной оперы, в конце девяностых она переквалифицировалась в сценариста и продюсера, работая над фильмами «Очень дикие штучки» и «А вот и доктор». В 2003 году она создала автобиографический ситком «Королева экрана», где высмеивала свой мыльный опыт. Шоу продержалось в эфире ABC три сезона и затем она работала исполнительным продюсером и сценаристом сериалов «Добиться или сломаться», «Посредник Кейт» и «Доктор Эмили Оуэнс», а в 2013 году начала работать над сериалом «Фостеры».
Джонсон — открытая лесбиянка. Она имеет двоих детей от союза со своей партнёршей.